# Nové Butovice metróállomás
Nové Butovice egy metróállomás Prágában a prágai B metró vonalán.

## Szomszédos állomások
A metróállomáshoz az alábbi állomások vannak a legközelebb:
- Hůrka (Zličín)
- Jinonice (Černý Most)

## Átszállási kapcsolatok
| B (Zličín ↔ Černý Most) |                                  |                         |
| Állomás                 | Átszállási kapcsolatok           | Fontosabb létesítmények |
| Nové Butovice           | 137, 142, 149, 168, 184, 904 P+R |                         |